# Corris
Corris est un village et une communauté du Gwynedd, au pays de Galles.

## Géographie
Corris est situé dans l'ouest du Gwynedd, au confluent de la Deri (en) et de la Dulas (en), cette dernière marquant la frontière du comté voisin du Powys.
La communauté de Corris comprend aussi les villages et hameaux d'Aberllefenni (en), Corris Uchaf (en) et Garneddwen (en)..

## Démographie
Au recensement de 2011, la communauté de Corris comptait 723 habitants.